# Sensor Tower
Sensor Tower（センサータワー）は、2013年に設立された、カリフォルニア州サンフランシスコを拠点とする調査会社。

## 歴史
2013年にカリフォルニア州サンフランシスコで設立された。2021年2月に日本オフィスが開設された。2024年3月にdata.aiを買収した。

## 活動
コンピュータゲームやソーシャルメディアの市場分析を行っており、その結果のレポートを公開している。『ブルーアーカイブ -Blue Archive-』や『ゼンレスゾーンゼロ』など、個別のタイトルの分析も行っている。

## Sensor Tower APAC Awards
優れたモバイルアプリやゲームに対して授与する賞「Sensor Tower APAC Awards」を開催している。